# Municipio de Humboldt (Minnesota)
El municipio de Humboldt (en inglés: Humboldt Township) es un municipio ubicado en el condado de Clay en el estado estadounidense de Minnesota. En el año 2010 tenía una población de 275 habitantes y una densidad poblacional de 3,21 personas por km².

## Geografía
El municipio de Humboldt se encuentra ubicado en las coordenadas 46°40′30″N 96°21′4″O / 46.67500, -96.35111. Según la Oficina del Censo de los Estados Unidos, el municipio tiene una superficie total de 85.62 km², de la cual 85,52 km² corresponden a tierra firme y (0,12 %) 0,1 km² es agua.

## Demografía
Según el censo de 2010, había 275 personas residiendo en el municipio de Humboldt. La densidad de población era de 3,21 hab./km². De los 275 habitantes, el municipio de Humboldt estaba compuesto por el 98,91 % blancos, el 0,36 % eran afroamericanos, el 0,36 % eran de otras razas y el 0,36 % eran de una mezcla de razas. Del total de la población el 0,36 % eran hispanos o latinos de cualquier raza.